# Високово (Бабаєвський район)
Високово — присілок в Бабаєвському районі Вологодської області. Входить до складу міського поселення Бабаєво. 

## Географія
Розташоване на лівому березі річки Колп. Відстань по автодорозі до районного центру Бабаєво — 20 км, найближчі населені пункти — Колпіно, Бабаєво. Станом на 2002 рік постійного населення не було.